# 马滘街道
马滘街道是中国广东省汕头市濠江区下辖的一个街道。

## 行政区划
马滘街道共辖7个居委会，分别是：
海光、海星、海明、和社、马居、凤岗、南山。